# Aage Ibsen
Aage Rolf Ibsen (* 17. Dezember 1847 in Rødby; † 23. November 1915 ebenda) war ein dänischer Schriftsteller und Arzt.

## Leben
Aage Ibsen war der Sohn des Kaufmanns Vilhelm Feodor Edvard Ibsen und seiner Frau Louise Mathilde Gøtke/Hedeke.
Aage Ibsen besuchte eine Schule in Odense, die er 1866 mit der Hochschulreife abschloss. Anschließend begann er ein Jurastudium, das er jedoch bereits 1868 nach einem Jahr wieder abbrach. 1876 schloss er hingegen ein Medizinstudium ab.
Er heiratete am 23. März 1877 in Østofte Marie Magdalene Plambøck (1851–1941), Tochter des Schlachtermeisters Jørgen Plambøck und seiner Frau Johanne Hørup. Aus der Ehe gingen fünf Kinder hervor:
- Vilhelm Kaas Ibsen (1878–?), Verwalter, verh. mit Astrid Danielsen (1880–1916)
- Johanne Louise Ibsen (1879–?), verh. mit Christian Christensen (1863–?), Bankverwalter
- Poul Hermann Ibsen (1881–?), Kolonialverwalter, verh. mit Anna Petersen (1876–?)
- Aage Ibsen (1883–?), Eisenbahnangestellter in Buenos Aires
- Ellen Marie Ibsen (1888–1971), verh. mit Max Lobedanz (1888–1961), Bibliothekar und Schriftsteller[5]

1880 wurde er nach Grönland gesandt, wo er bis 1885 Distriktsarzt im Arztdistrikt von Nuuk war. Nach seiner Rückkehr nach Dänemark war er von 1886 bis 1887 Distriktsarzt auf der Insel Læsø. Danach kehrte er in seine Geburtsstadt zurück und arbeitete dort als Arzt. Ab 1897 gehörte er dem Stadtrat in Rødby an und ab 1905 dem dortigen Vormundsrat an.
Inspiriert von seiner Zeit in Grönland verfasste er 1894 seinen ersten Roman Nordlys („Polarlicht“). Bis 1911 schrieb er elf Romane, von denen drei Grönland behandelten. Seine Werke wurden zeitgemäß als romantisierender Ausdruck der Sehnsucht nach grönländischer Kultur und Natur angesehen. In der Literaturwissenschaft gilt beispielsweise sein Roman Fjeldgænger („Qivittoq“) als Ausdruck für den Wunsch nach einer konservativen Grönlandspolitik, nach der die grönländische Bevölkerung traditionell und frei von europäischen Einflüssen leben sollte, da er der Meinung war, diese würde die Kultur zerstören und zu Armut führen.
Aage Ibsen verstarb 1915 im Alter von 67 Jahren in seiner Heimatstadt Rødby und wurde auf dem dortigen Friedhof begraben, wo sein Grab als erhaltenswürdig klassifiziert ist.

## Werke
- 1894: Nordlys („Polarlicht“)
- 1895: Søster Helene („Schwester Helene“)
- 1897: Frøken Student („Fräulein Abiturientin“)
- 1898: Turisten („Der Tourist“)
- 1899: Jacob Linde
- 1900: Unge Præstefrue („Die junge Pastorengattin“)
- 1901: Hans Lykkes Æventyr („Hans Lykkes Abenteuer“)
- 1903: Verdens Ende („Das Ende der Welt“)
- 1905: Harriet Mørch
- 1906: Ellen
- 1908: Fjeldgænger („Qivittoq“)
- 1911: Jutta